# Lycosoides coarctata
Espèce
Synonymes
- Aranea coarctata Dufour, 1831
- Textrix ferruginea C. L. Koch, 1837
- Lycosoides rufipes Lucas, 1846
- Textrix obscura Blackwall, 1859
- Textrix puta O. Pickard-Cambridge, 1872
- Textrix moggridgii O. Pickard-Cambridge, 1873
- Lycosoides lehtineni Marusik & Guseinov, 2003

Lycosoides coarctata est une espèce d'araignées aranéomorphes de la famille des Agelenidae.

## Distribution
Cette espèce se rencontre dans le bassin méditerranéen, aux îles Canaries, en Géorgie et en Azerbaïdjan.

## Description

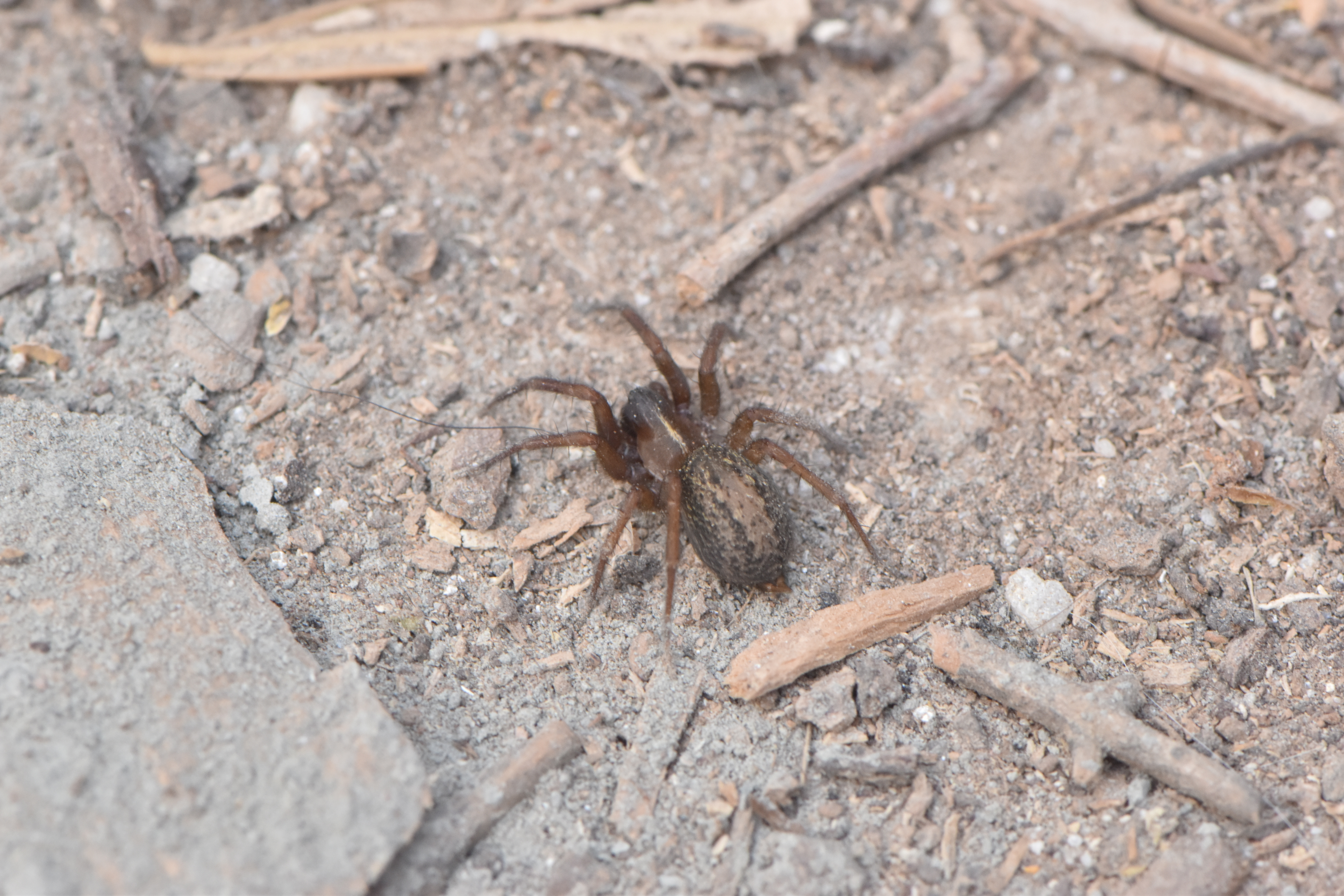
Lycosoides coarctata

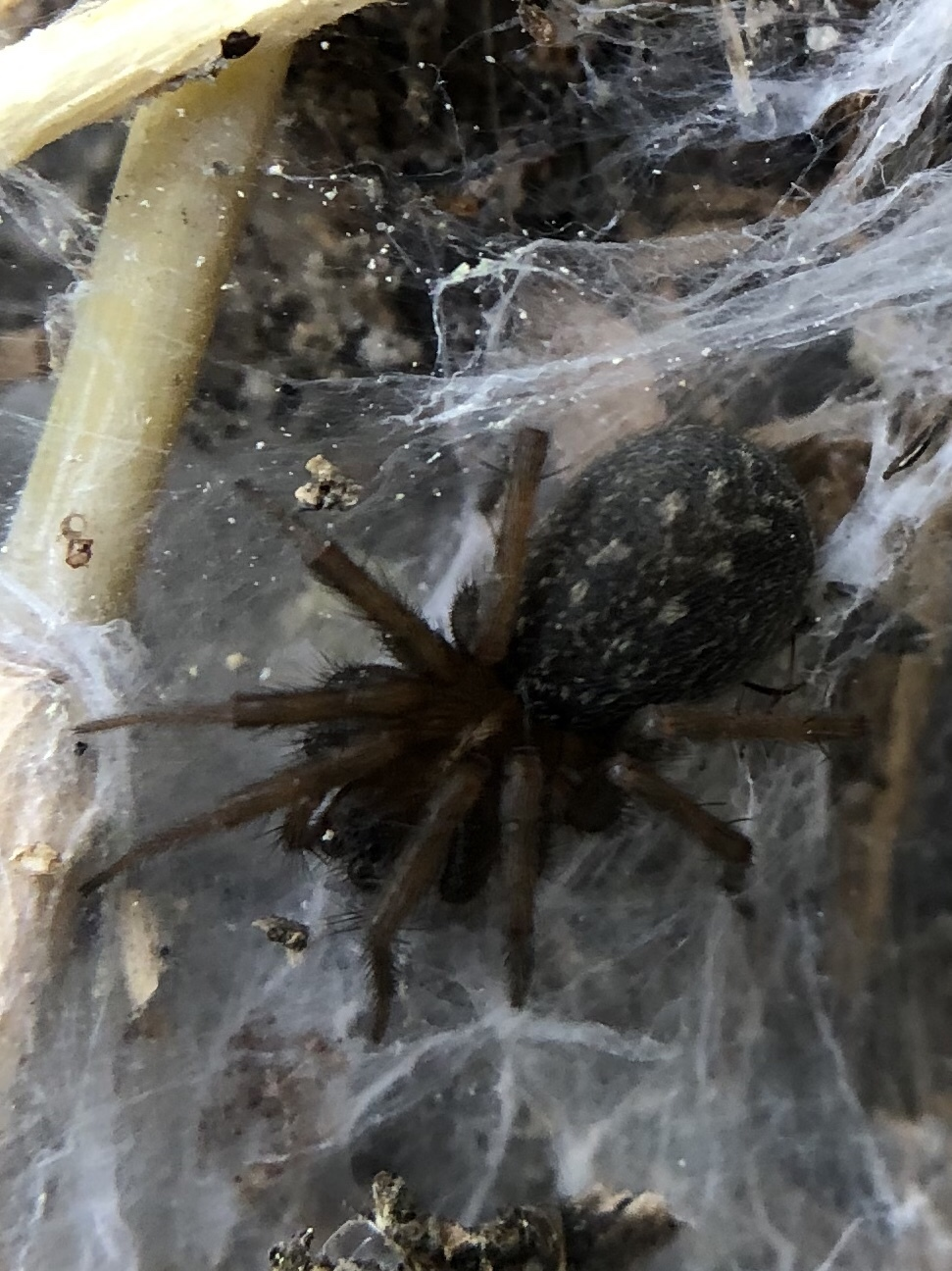
Lycosoides coarctata

Le mâle mesure 7,0 mm et les femelles de 8,0 à 12,5 mm

## Systématique et taxinomie

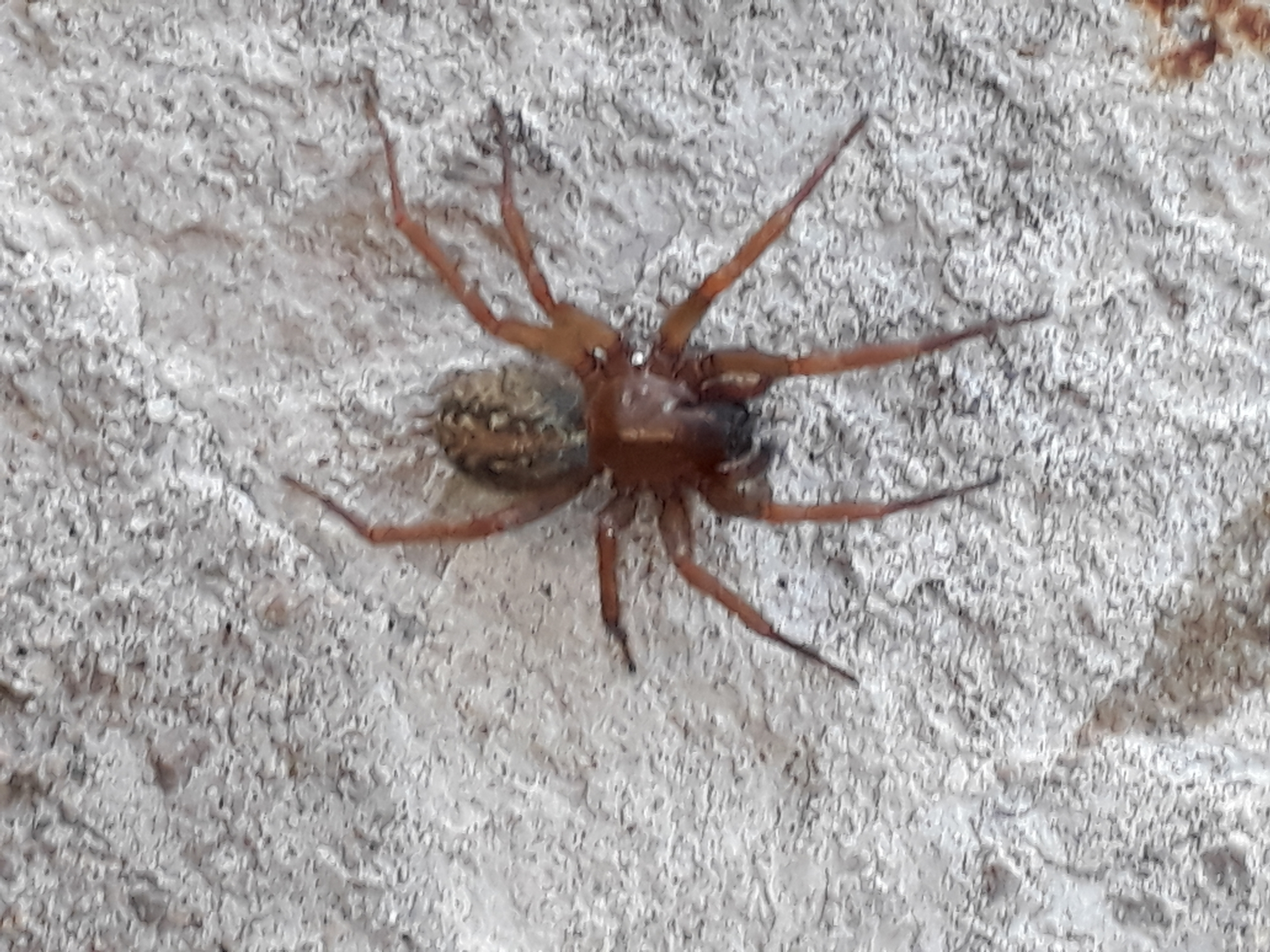
Lycosoides coarctata.

Cette espèce a été décrite sous le protonyme Aranea coarctata par Dufour en 1831. Elle est placée dans le genre Tegenaria par Walckenaer en 1841, dans le genre Philoica par Simon en 1864, dans le genre Textrix par Simon en 1875 puis dans le genre Lycosoides par Lehtinen en 1967.
Textrix ferruginea, Lycosoides rufipes et Textrix moggridgii ont été placées en synonymie par Simon en 1875.
Textrix obscura et Textrix puta ont été placées en synonymie par Simon en 1937.
Lycosoides lehtineni a été placée en synonymie par Seropian, Otto et Bulbulashvili en 2023.

## Publication originale
- Dufour, 1831 : « Descriptions et figures de quelques Arachnides nouvelles ou mal connues et procédé pour conserver à sec ces Invertébrés dans les collections. » Annales des sciences naturelles, vol. 22, p. 355-371 (texte intégral).